# Deckers Outdoor Corporation
Deckers Outdoor Corporation — американская компания, занимающаяся разработкой дизайна и продажей одежды и обуви под брендами UGG, Hoka One One, Teva, Sanuk, Koolaburra и AHNU. Штаб-квартира расположена в городе Голета (округ Санта-Барбара, штат Калифорния).

## История
Компания была основана в 1973 году Дугласом Отто и зарегистрирована а Калифорнии в 1975 году под названием Deckers Corporation. Она занималась производством сандалий. В 1985 году в компанию пришёл Марк Тэтчер со своей разработкой — вьетнамками с дополнительным ремешком вокруг пятки, которые он назвал Teva (с ивр. — «природа»). К началу 1990-х годов сандали Teva стали основной продукцией Deckers Corporation. В 1991 году был поглощён производитель сандалий Sensi. В 1993 году была куплена 50-процентная доля в производителе обуви Simple Shoes, через год она была поглощена полностью. В октябре 1993 года Deckers провела первичное публичное предложение и сменила название на Deckers Outdoor Corporation. Оборот компании за 1993 год составил 57 млн долларов.
В 1994 году компания начала производство одежды. В 1995 году были куплены компании Alp Sport Sandals и Ugg Holdings, в результате чего годовой оборот превысил 100 млн долларов. В 2002 году Марк Тэтчер продал свой бренд и ушёл из компании.
В 2010 году была куплена компания MOZO Shoes, производитель обуви для кулинарной промышленности. В следующем году была куплена компания Sanuk, в 2012 году — производитель спортивной обуви Hoka One One. В 2015 году была приобретена калифорнийская компания Koolaburra, выпускаашая женскую обувь из овчины.

## Собственники и руководство
Акции компании котируются на Нью-Йоркской фондовой бирже и в основном принадлежат институциональным инвесторам. По состоянию на 2025 год крупнейшими из них были Fidelity Management & Research Co. LLC (15,01 %), Vanguard Fiduciary Trust Co. (11,62 %), BlackRock Advisors LLC (8,25 %), State Street Corporation (4,47 %), Geode Capital Management (2,71 %).
Руководство:
- Майкл Дивайн (Michael F. Devine) — председатель совета директоров с марта 2011 года; ранее был вице-президентом компании Coach[10].
- Стефано Кароти (Stefano Caroti) — президент и генеральный директор с августа 2024 года, в компании с 2015 года, до этого работал в Puma и Nike.

## Деятельность
Розничная сеть по состоянию на 2024 год насчитывала 164 торговые точки (83 фирменных магазина и 81 аутлет), из них 49 находилось в США, также имелись в Австрии, Бельгии, Великобритании, Германии, Канаде, Китае, Нидерландах, Франции, Швейцарии и Японии. Всю продукцию изготавливают независимые контрактные производители в основном в Китае и Вьетнаме. Основной материал, овчина, приобретается в Австралии.
Выручка компании за 2023/24 финансовый год составила 4,29 млрд долларов, из них на США пришлось 67 %. Распределение выручки по брендам: UGG — 52 %, Hoka One One — 42 %, Teva — 3 %, Sanuk — 1 %, другие — 2 %.
В списке крупнейших публичных компаний мира Forbes Global 2000 за 2024 год Deckers Outdoor заняла 1442-е место. В списке крупнейших компаний США Fortune 1000 заняла 801-е место.